# American Murder: Gabby Petito
American Murder: Gabby Petito är en amerikansk dokumentärserie som hade premiär den 17 februari 2025 på Netflix. Serien består av tre avsnitt.

## Handling
Serien kretsar kring ett ung pars semesterresa och mordet på Gabby Petito. Roadtrippen som dokumenterades på sociala medier, och som slutar i en tragedi när våld inom familjen krossar deras till synes perfekta liv.